# Pałac w Kozietułach Nowych
Pałac w Kozietułach Nowych – zabytkowy pałac we wsi Kozietuły Nowe w gminie Mogielnica, w województwie mazowieckim.
Parterowo-piętrowy, neorenesansowy pałac z około 1870, wybudowany dla hrabiego Feliksa Rostworowskiego i jego żony Jadwigi z Popielów. 

Główne wejście znajduje się w ryzalicie zwieńczonym frontonem ujętymi spływami wolutowymi z herbem Awdaniec, należącym do Marcina Jana Leszczyńskiego właściciela w latach 1910–1946.
Obiekt wpisany do rejestru zabytków nieruchomych województwa mazowieckiego.

Herb Awdaniec J. Leszczyńskiego